# Prémio Wilhelm-Klemm
O Prémio Wilhelm-Klemm (em alemão:  Wilhelm-Klemm-Preis) é um prémio de química inorgânica, concedido desde 1984 pela Sociedade Alemã de Química (em alemão:  Gesellschaft Deutscher Chemiker (GDCh)).

## Laureados[1]
- 1985 Arndt Simon, Estugarda
- 1987 Hans Bock, Frankfurt am Main
- 1989 Kurt Dehnicke, Marburgo
- 1991 Hanskarl Müller-Buschbaum, Kiel
- 1993 Dieter Fenske, Karlsruhe
- 1995 Wolfgang A. Herrmann, Munique
- 1997 Bernt Krebs, Münster
- 1999 Welf Bronger, Aachen
- 2000 Karl Wieghardt, Mülheim/Ruhr
- 2001 Konrad Seppelt, Berlim
- 2003 Günter Schmid, Essen
- 2005 Heinrich Vahrenkamp, Freiburg
- 2007 Wolfgang Schnick, Munique
- 2009 Michael Veith, Saarbrücken
- 2011 Ferdi Schüth, Mülheim/Ruhr
- 2013 Manfred Scheer, Regensburg
- 2015 Thomas Fässler, Munique
- 2017 Hansjörg Grützmacher, Zurique
- 2019 Wolfgang Bensch, Kiel